# روز افتخار به اوتیستیک

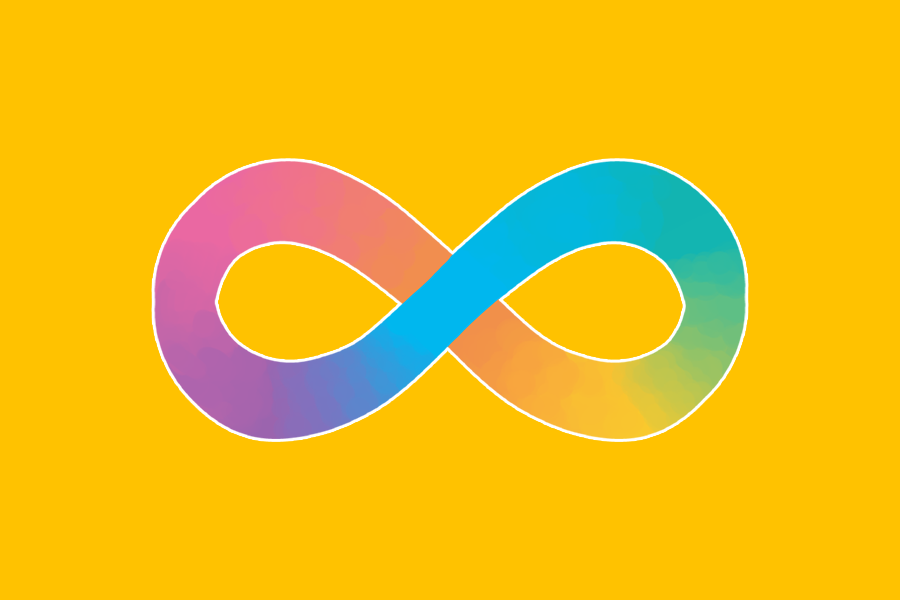
پرچم افتخار اوتیستیک طلا توسط طرفداران اوتیسم استفاده می شود زیرا نماد شیمیایی طلا Au است.

روز افتخار به اوتیستیک یک جشن افتخاری برای افراد اوتیستیک است که در 18 ژوئن هر سال برگزار می شود. غرور اوتیستیک  اهمیت غرور برای افراد اوتیستیک و نقش آن را در ایجاد تغییرات مثبت در جامعه بزرگتر تشخیص می‌دهد.
اگرچه روز افتخار به اوتیسم 18 ژوئن است، این رویدادها اغلب در آخر هفته آن سال به دلایل لجستیکی برگزار می شوند، اما می توانند در هر زمانی در طول سال برگزار شوند.
 
روز غرور اوتیسم اولین بار در سال 2005 توسط Aspies For Freedom (AFF) جشن گرفته شد که 18 ژوئن را انتخاب کرد زیرا در آن روز تولد جوانترین عضو گروه بود. AFF این جشن را از جنبش غرور همجنس گرایان الگوبرداری کرد. به گفته کبی بروک، یکی از بنیانگذاران گروه حقوق اوتیسم هایلند (ARGH)، "مهم ترین چیزی که در مورد این روز باید به آن توجه کرد این است که این یک رویداد جامعه اوتیستیک است: این رویداد از خود افراد اوتیسمی سرچشمه گرفته و هنوز هم توسط خودم آن ها هدایت می شود." یعنی روزی نیست که موسسات یا خیریه های دیگر خود را تبلیغ کنند یا افراد اوتیستیک را نادیده بگیرند. نماد بی نهایت رنگین کمان به عنوان نماد این روز استفاده می شود که نشان دهنده "تنوع با تغییرات بی نهایت و امکانات بی نهایت" است. مجله نیو ساینتیست مقاله ای با عنوان "اوتیسم و افتخار" در اولین روز افتخار اوتیسم منتشر کرد که در مورد این ایده بحث کرد.
سازمان‌ها در سراسر جهان روز غرور اوتیسم را با رویدادهایی در سراسر جهان جشن می‌گیرند تا از طریق رویدادهای اوتیسم با یکدیگر ارتباط برقرار کنند و به افراد وابسته (آنهایی که در طیف اوتیسم نیستند) نشان دهند که افراد اوتیستیک افراد منحصر به فردی هستند که نباید به عنوان مواردی برای درمان در نظر گرفته شوند. جف رونر در نوشتن برای هیوستون پرس ، پنج آهنگ را برای روز غرور اوتیسم توصیه کرد که تفاوت را جشن می گیرند و توسط افراد اوتیستیک نوشته شده بودند.
غرور اوتیستیک به این نکته اشاره می کند که افراد اوتیسمی همیشه بخش مهمی از فرهنگ بشری بوده اند. اوتیستیک بودن نوعی از تنوع عصبی است. مانند همه انواع تنوع عصبی، بیشتر چالش‌هایی که افراد اوتیستیک با آن روبرو هستند از نگرش دیگران در مورد اوتیسم و کمبود حمایت و تسهیلات ( توانایی ) ناشی می‌شود، نه اینکه برای شرایط اوتیسم ضروری باشد. به عنوان مثال، طبق گفته لری آرنولد و گرت نلسون، بسیاری از سازمان های مرتبط با اوتیسم به جای تقویت درک، احساس ترحم را برای والدین ترویج می کنند. فعالان اوتیسم در تغییر نگرش ها از این تصور که اوتیسم یک ناهنجاری ای است که باید درمان شود، کمک کرده اند. سازمان‌های حمایت از اوتیسم، که توسط افراد اوتیستیک رهبری و اداره می‌شوند، یک نیروی کلیدی در جنبش پذیرش اوتیسم و غرور اوتیسم هستند.
جوزف ردفورد، برگزارکننده غرور اوتیستیک در هاید پارک لندن، در یک سخنرانی اظهار داشت که مفهوم غرور اوتیسمی مربوط به یک روز یا رویداد خاص نیست:
با ادامه رشد اوتیسم، حامیان اوتیسم به طور فزاینده‌ای آگاه تر شده‌اند، به طوری که در سال ۲۰۱۸، Autistic Pride Reading به‌عنوان یک موسسه خیریه در نظر گرفته شد و یک رویداد افتخاری برگزار کرد که بیش از ۷۰۰ نفر را به خود جذب کرد.
در طول همه‌گیری کووید-19 ، در حالی که رویدادهای فیزیکی غیرممکن بود، حامیان اوتیسم تحت اتحاد افتخار اوتیسم برای ایجاد یک جشن آنلاین افتخار اوتیسم که میزبان سخنرانانی از چهار قاره بود، همکاری کردند.
چندین رویداد روز غرور اوتیستیک در طول سال‌ها میزبانی شده‌اند تا ابراز وجود، هویت، کرامت و برابری افراد اوتیستیک را در سراسر جهان ترویج کنند. بیشتر رویدادها در ماه های تابستان بین ژوئن و آگوست اتفاق می افتد. برنامه ریزی برای غرور اوتیسم لندن، که به طور سنتی در نزدیکترین شنبه به ۱۸ ژوئن، که رسما به عنوان روز غرور اوتیسم شناخته می شود، برگزار می شود. در دو سال گذشته، بیشتر رویدادها به دلیل همه‌گیری ویروس کرونا از حالت فیزیکی خارج شدند و با رویداد جهانی آنلاین جایگزین شدند. اوتیسم پراید 2020  یک ماراتن یازده ساعته بود که در یوتیوب میزبانی شد و این رویداد در سال 2021 تکرار شد. برای سال 2022، بسیاری از جوامع محلی اوتیسم امیدوارند که به برنامه ریزی قبلی خود برای رویدادهای فیزیکی خود بازگردند.
| سال  |                                                       | میزبانی شده توسط               |
| ---- | ----------------------------------------------------- | ------------------------------ |
| 2021 | اوتیسم پراید اتحاد آنلاین                             | اتحاد افتخار اوتیسم            |
| 2020 | جشن آنلاین افتخار اوتیسم                              |                                |
| 2019 | پیک نیک غرور اوتیسم در خانه چارلتون لندن (AIM)        | ملاقات های فراگیر اوتیسم (AIM) |
| 2019 | اوتیسم پراید ایستبورن                                 | گروه پشتیبانی ایستبورن آسپرگر  |
| 2019 | پنجمین پیک نیک سالانه افتخار اوتیسم در هاید پارک لندن | جوزف ردفورد                    |
| 2019 | غرور خوانی اوتیسم                                     | موسسه خیریه غرور خوانی اوتیسم  |
| 2019 | اوتیسم پراید برایتون                                  | آدری ون در میر                 |

1. 1 2  "Playlist: All across the autism spectrum". New York: ted.com. June 18, 2013. Retrieved 2014-06-18.
2. 1 2  "Autistic Pride Day celebrated on June 18". The Scottish Strategy for Autism. Archived from the original on March 13, 2016. Retrieved 12 March 2016.
3. ↑  "Autistic Pride". Autistic Empire (به انگلیسی). Retrieved 2022-04-06.
4. ↑  Redford, Joseph, "London Autistic Pride 2019", text of speech given at London Autistic Pride in July 2019.
5. 1 2  Saner E (2007-08-07). "It is not a disease, it is a way of life". The Guardian. London. Archived from the original on 20 August 2007. Retrieved 2007-08-07.
6. ↑  Trivedi, Bijal (18 June 2005). "Autistic and proud of it". New Scientist. London. Retrieved 2007-11-24.
7. ↑  Rouner, Jef (18 June 2012). "5 Songs for Autistic Pride Day". Houston Press. Retrieved 20 February 2019.
8. ↑  Shapiro, Joseph (June 26, 2006). "Autism Movement Seeks Acceptance, Not Cures". NPR. Retrieved 2007-11-23.
9. ↑  Baron-Cohen S (2000). "Is Asperger syndrome/high-functioning autism necessarily a disability?". Dev Psychopathol. 12 (3): 489–500. doi:10.1017/S0954579400003126. PMID 11014749.
10. ↑  Reading Chronicle, "MBE recipient will give talk at autism event", 1st June, 2018. Accessed 17th January, 2021.
11. ↑  Autistic Pride Reading, "1st Annual Newsletter December 2018 بایگانی‌شده  در ۱۱ مارس ۲۰۲۲ توسط Wayback Machine", 4th December 2018. Accessed 17th January, 2021.
12. ↑  NIDHI (June 10, 2021). "Autistic Pride Day Theme 2021 Date Pride Events, Flag". Result29.in. Archived from the original on 20 June 2021. Retrieved 2021-06-18.
13. ↑  MEDIA, AU-TI (2020-08-18). "What is Autistic Pride". au-ti.com (به انگلیسی). Archived from the original on 11 March 2022. Retrieved 2021-10-19.
14. ↑  Autistic Pride Online Celebration 2020 (به انگلیسی), archived from the original on 2020-06-28, retrieved 2021-10-19
15. 1 2  Staff, AU-TI Media (2020-08-18). "Where, When and What day is Autistic Pride Day normally held on?". au-ti.com (به انگلیسی). Archived from the original on 11 March 2022. Retrieved 2022-04-06.